# Baade 152
El Baade 152, también conocido como Dresden 152, VL-DDR 152 o simplemente 152, fue un avión de línea de la posguerra diseñado y fabricado por la compañía de aeronaves de la Alemania Oriental VEB Flugzeugwerke Dresden. La aeronave lleva el apellido del ingeniero aeronáutico alemán Brunolf Baade, el diseñador principal involucrado en el programa. Se distinguía por ser el primer avión comercial a reacción en ser diseñado en Alemania.
El Baade 152 representa el desarrollo final en la familia de aeronaves de Junkers la cual terminó con los "aviones de desarrollo" (Entwicklungsflugzeug – EF). Su desarrollo se basó en el OKB-1 150, un bombardero cancelado que fue desarrollado en la Unión Soviética con ayuda de científicos alemanes capturados. La configuración básica del Baade 152 comparte muchas similitudes, incluyendo la forma, tamaño, envergadura, configuración del tren de aterrizaje, peso en vacío, autonomía, altitud, velocidad, potencia por motor y disposición de góndola de doble motor con el estadounidense Boeing B-47 Stratojet, un bombardero/avión de reconocimiento el cual entró en servicio con la Fuerza Aérea de los Estados Unidos en 1951. El trabajo en el Baade 152 comenzó formalmente en 1955.
El 4 de diciembre de 1958, el primer vuelo del primer prototipo V1/I (DM-ZYA) tuvo lugar. Un total de tres Baade 152 serían fabricados, dos de los cuales participarían en un vuelo de prueba en el Aeropuerto de Dresde entre 1956 y 1961. El 4 de marzo de 1959, el primer prototipo fue perdido en un accidente, matando a toda la tripulación; la causa es poco clara. Las pruebas continuaron usando el segundo prototipo. En una etapa, hubo reportes  de que alrededor de 20 aeronaves estaban en varias etapas de producción en nombre de la aerolínea de Alemania Oriental Deutsche Lufthansa. Sin embargo, todos los vuelos de prueba del Baade 152 fueron abandonados después de que un problema del suministro de combustible fuera descubierto. El modelo no pudo ingresar al servicio, y la producción fue terminada sin alguna continuación siendo producida.

## Diseño y desarrollo

### Antecedentes
Después del fin de la Segunda Guerra Mundial en Europa, Alemania fue dividida en la Alemania Occidental y la Alemania Oriental. En el este, la Unión Soviética se volvió políticamente dominante en la región; oficiales soviéticos buscaron obtener todo el material relacionado con el sector aeroespacial en Alemania Oriental, los ingenieros y científicos asociados con esos proyectos fueron deportados a la Unión Soviética. Durante octubre de 1946, fue anunciado que todos los proyectos relacionados con el sector aeroespacial de Alemania Oriental serían transferidos a la Unión Soviética, mientras que el material que no pudiera ser transferido fue destruido deliberadamente. Siguiendo la formación de la República Democrática Alemana durante 1949, muchos de los científicos alemanes deportados fueron permitidos de regresar a Alemania Oriental y practicar sus profesiones una vez más.
Durante 1952, nuevas instalaciones aeronáuticas fueron establecidas en Alemania Oriental; inicialmente, éstas eran operadas con un enfoque en aviones militares, sin embargo, tras un levantamiento popular el año siguiente, las ambiciones militares fueron renunciadas en favor de aeronaves civiles. El resurgimiento de la industria aeroespacial de Alemania Oriental ocurrió a un ritmo más rápido que la vecina Alemania Occidental. El desarrollo de lo que sería conocido como el Baade 152 se puede rastrear desde 1953 a un grupo de ingenieros aeronáuticos encabezado por Brunolf Baade, de quién lleva el nombre el avión, trabajando en Sajelkovo, Rusia. Sin embargo, cuando los miembros del grupo fueron permitidos a regresar a Alemania Oriental, toda la documentación relacionada con el 152 tuvo que quedarse atrás; los soviéticos retuvieron este caché y eventualmente liberándola a Alemania Oriental después de un período prolongado.
Con base en Alemania Oriental, una nueva compañía aeronáutica, VEB Flugzeugwerke Dresden, fue capaz de reclutar a Baade y varios otros ingenieros que regresaron, y decidió a cometer por sí misma a completar el desarrollo del previsto 152. VEB planeó desarrollar el 152 como un avión comercial de cuatro motores; una línea de ensamblaje capaz de producir alrededor de 18 aeronaves por año iba a ser establecida en Dresde para fabricar el modelo. Como era la intención, el 152 sería desarrollado inicialmente como un avión de línea con 57 asientos, planos fueron hechos para acomodar diseños de asiento alternativos, como una configuración de 72 pasajeros de gran capacidad o un disposición más espaciosa para 42 pasajeros.
Durante 1955, VEB formalmente comenzó el trabajo en el 152, teniendo que rediseñar efectivamente la aeronave en el proceso.Durante el año anterior, el trabajo también había comenzado en la Industriewerke Ludwigsfelde (IWL) con base en Berlín en el desarrollo del motor a reacción Pirna 014; fue esta planta de energía la que fue seleccionada para el 152.De acuerdo con Baade, el trabajo se vio obstaculizado por la falta de instalaciones óptimas en Alemania Oriental. De acuerdo con el periódico de aviación Flight International, Alemania Oriental estaba interesada en involucrar también a la industria occidental en el proyecto, particularmente en la provisión de componentes y materiales; también se esperaba que las ventas del 152 pudieran ser obtenidas del oeste.Según se informa, oficiales de Alemania Oriental consideraron al 152 como algo que llenaba un nicho relativamente único sobre el mercado mundial de aviones de línea, y que su competidor más cercano era el Sud Aviation Caravelle.

### Pruebas y terminación

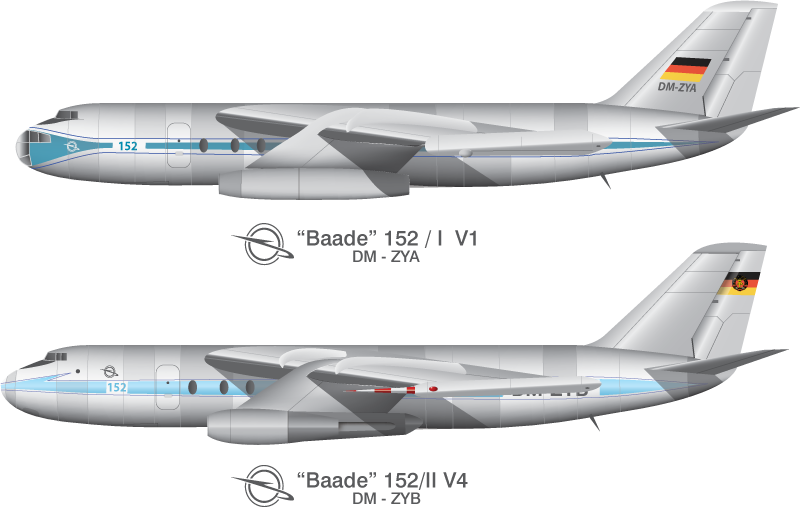
Bosquejo de los dos prototipos del 152 que volaron entre 1958 y 1961

Un total de tres prototipos en condiciones de vuelo fueron construidos; dos de ellos siendo volados en tres vuelos. El diseño del primer prototipo era derivado en gran medida del OKB-1 150, uno de los primeros bombarderos a reacción diseñado por antiguos ingenieros de Junkers en la Unión Soviética. Este incluía un tren de aterrizaje en tándem y un morro acristalado para el navegante, el cual era una característica común en muchos aviones del Bloque del Este. El tren de aterrizaje del 152 era inusual para un avión de pasajeros en el que el tren principal estaba alojado a lo largo de la línea central del fuselaje con ruedas de apoyo en las puntas de las alas, similar al mejor conocido Boeing B-47.La cola del avión fue probada en un VEB 14.[cita requerida]
El 4 de diciembre de 1958, el primer vuelo del primer prototipo V1/I (DM-ZYA) tomó lugar, el cual duró 35 minutos.La tragedia golpeó durante su segundo vuelo: la aeronave se perdió en un accidente en Ottendorf-Okrilla el 4 de marzo de 1959, matando a toda la tripulación. Se cree que los pilotos, teniendo nada de experiencia operando aeronaves propulsadas a reacción, posiblemente no estaban familiarizados con el lento tiempo de respuesta de dichos motores, lo que contribuyó a una entrada en pérdida y posterior choque.Las causas del accidente nunca fueron investigadas de manera completa y los resultados de la limitada investigación solo se hicieron públicos en 1990.La pérdida ha sido atribuida por haber sido un importante revés para el programa y haber contribuido posteriormente a su terminación.
Después del accidente, los vuelos de prueba continuaron usando el segundo prototipo V4/II (DM-ZYB), aunque esta aeronave no voló hasta 1960.Este sería el primero en ser potenciado por el motor turborreactor Pirna 014 desarrollado de forma autóctona.Otros cambios hechos en el segundo prototipo incluían una configuración de tren de aterrizaje diferente, involucrando una configuración inusual del tren de aterrizaje principal que compartía el mismo pilón que los motores, así como la nariz acristalada para el navegador que se prescinde de. El tercer prototipo, V5/II (DM-ZYC), nunca sería volado, solamente usado para pruebas en tierra.
El programa de vuelos de prueba fue terminado abruptamente después de realizar sólo tres vuelos; según se informa, se descubrió una avería grave en los depósitos de combustible, que interrumpió el suministro suficiente de combustible durante un descenso pronunciado. La pregunta de si este defecto de diseño contribuyó al accidente del primer prototipo sigue sin respuesta. Hasta mediados de 1961 todavía se producían alrededor de aviones para la aerolínea estatal de Alemania Oriental, Deutsche Lufthansa. El 28 de febrero de 1961, el gobierno de Alemania Oriental dictó orden de disolución de su industria aeronáutica nacional. Según se informa, esta decisión estuvo fuertemente influenciada por la Unión Soviética, que entonces estaba promocionando su propio avión de pasajeros de tamaño similar, el Túpolev Tu-124. A pesar de las promesas anteriores, ya no quería comprar ningún Baade 152, ni brindar más apoyo para su desarrollo. Durante este período se llevaron a cabo restricciones similares de los programas autónomos relacionados con la aviación en todo el Bloque del Este.
Todos los ejemplares de la aeronave fueron desguazados. Sin embargo, durante 1995, se inició un esfuerzo de restauración que involucra el fuselaje abandonado del 152/II #011 en el EADS EFW (Elbe Flugzeugwerke GmbH) en Dresde, la cual es la compañía sucesora directa de VEB Flugzeugwerke Dresden. Además, una consecuencia de la cancelación del proyecto era que la fabricante del motor Industriewerke Ludwigsfelde (IWL) fue dejada con 30 plantas de energía completadas del Pirna 014 sin ningún cliente para ellos.Estos motores sobrantes se utilizaron posteriormente para propulsar varios dragaminas operados por la Volksmarine.

### Cronología

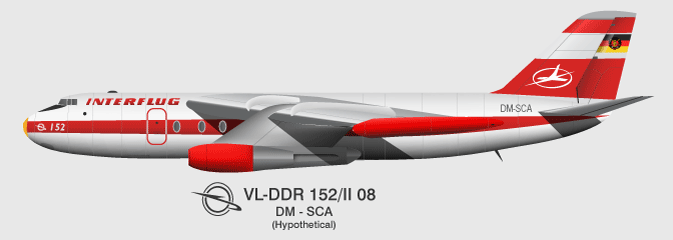
Bosquejo del 152 como habría aparecido en servicio con Interflug

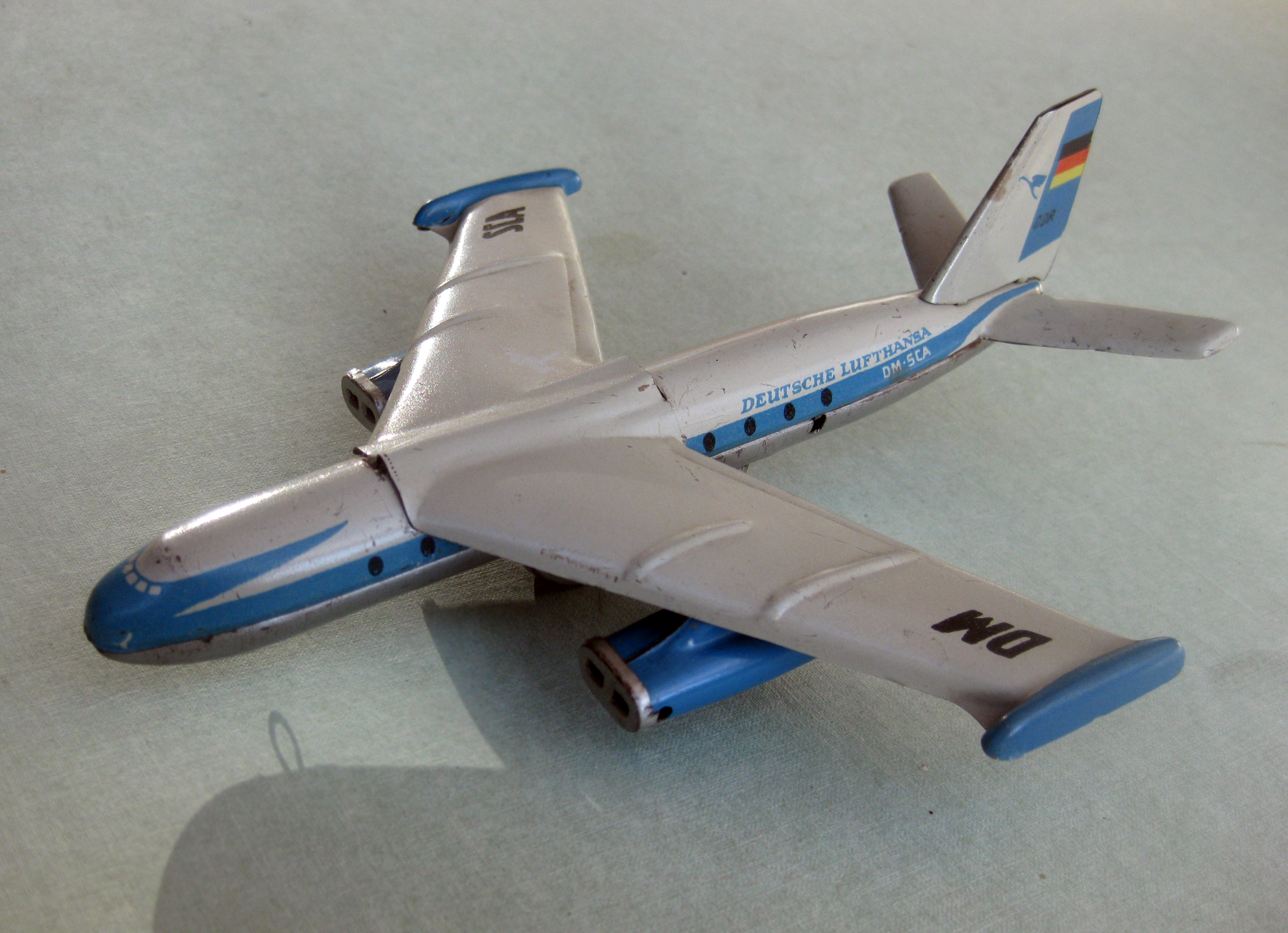
Juguete del 152 en la librea de la Deutsche Lufthansa

- 12 de octubre de 1956 – Primera prueba de funcionamiento del motor a reacción Pirna 014.
- marzo de 1958 – Primera presentación del avión 152 y el motor a reacción Pirna 014 en la Feria de Primavera de Leipzig.
- 30 de abril de 1958 – Lanzamiento del primer prototipo de avión 152/I V1 sin motores.
- 4 de diciembre de 1958 – Primer vuelo del prototipo 152/I V1 durante 35 minutos con motores a reacción Tumanski RD-9.
- 4 de marzo de 1959 – Segundo vuelo del prototipo 152/I V1 durante 55 minutos. El avión se estrelló después de un descenso rápido matando la tripulación de cuatro.
- 9 de septiembre 1959 – Pruebas de los motores a reacción Pirna 014 en el avión de prueba Ilyushin Il-28R.
- 30 de julio de 1960 – Inició de las pruebas en tierra para el avión 152/II V4.
- 26 de agosto de 1960 – Primer vuelo del prototipo 152/II V4 durante 22 minutos con Pirna 014.
- 4 de septiembre 1960 – Segundo vuelo del prototipo 152/II V4 durante 20 minutos.
- 7 de septiembre de 1960 – Lanzamiento del tercer prototipo 152/II V5.
- 7 de septiembre de 1960 – Mal funcionamiento grave del sistema de combustible durante las pruebas en tierra que resultaron en la puesta a tierra de ambos 152/II.
- diciembre de 1960 – Final de las pruebas en tierra del prototipo 152/II V4.
- marzo de 1961 – Final de la producción de los motores Pirna 014.
- 20 de junio de 1961 – Último vuelo del motor Pirna 014 en el avión de prueba IL-28R.
- Mediados de 1961 – Desguace de los aviones 152 producidos

## Especificaciones (152/II V4)
Referencia datos: Página de inicio del 152 

### Características generales
- Tripulación: 6
- Capacidad: 48/57/72 (dependiendo de la configuración)
- Longitud: 31.4 m (103 ft 0 in)
- Envergadura: 26.3 m (86 ft 3 in)
- Altura: 9 m (29 ft 6 in)
- Perfil alar: raíz: TsAGI S-10s-9 ; punta: TsAGI SR-3-12[12]
- Peso vacío: 28,580 kg (63,008 lb)
- Peso máximo al despegue: 46,500 kg (102,515 lb)

### Rendimiento
- Alcance: km
- Radio de acción: km
- Alcance en combate: km
- Alcance en ferry: km

### Citas
1. 1 2 3 4  Hirschel, Prem and Madelung 2012, pág. 109.
2. 1 2  Hirschel, Prem and Madelung 2012, pág. 109-110.
3. ↑  Hirschel, Prem and Madelung 2012, págs. 357-358.
4. 1 2 3 4 5  Hirschel, Prem and Madelung 2012, pág. 358.
5. 1 2 3 4 5 6  «East Germany and the BB. 152». Flight International 75 (2618). 27 de marzo de 1959. Archivado desde el original el 5 de noviembre de 2013. Consultado el 20 de diciembre de 2019.
6. ↑  Hirschel, Prem and Madelung 2012, pág. 360.
7. ↑  «The Rise and Fall of the East German Aircraft Industry». Air & Space Magazine. Archivado desde el original el 29 de enero de 2006. Consultado el 6 de julio de 2006.
8. ↑  «The Baade 152 > Vintage Wings of Canada». www.vintagewings.ca. Consultado el 19 de noviembre de 2021.
9. ↑  Hirschel, Prem and Madelung 2012, págs. 109, 359-360.
10. 1 2  Kirchberg 2000, pág. 439.
11. ↑  «152 Homepage». Archivado desde el original el 8 de octubre de 2006. Consultado el 5 de julio de 2006.
12. ↑  Lednicer, David. «The Incomplete Guide to Airfoil Usage». m-selig.ae.illinois.edu. Consultado el 16 de abril de 2019.